# Tanqıt
Tanqıt (azerbajdzjanska: Tanğıt) är en ort i Azerbajdzjan.   Den ligger i distriktet Qax Rayonu, i den nordvästra delen av landet, 270 km väster om huvudstaden Baku. Tanqıt ligger 225 meter över havet och antalet invånare är 166.
Terrängen runt Tanqıt är platt norrut, men söderut är den kuperad. Närmaste större samhälle är Qax, 15,2 km norr om Tanqıt.
Trakten runt Tanqıt består till största delen av jordbruksmark. Runt Tanqıt är det ganska glesbefolkat, med 38 invånare per kvadratkilometer.